# Preis der Schnellsten 1964
Der Preis der Schnellsten war ein Trabrennen, welches seit 1958 jährlich auf der Trabrennbahn in Gelsenkirchen (heute GelsenTrabPark) ausgetragen wurde.

## Vorgeschichte
Gleich drei Pferde des in Gelsenkirchen ansässigen Stalls Kurier kamen im 7. Preis der Schnellsten an den Start. Favorit war der aus amerikanischer Zucht stammende siebenjährige Hengst Torrid Song, der im Jahr zuvor das erfolgreichste deutsche Rennpferd gewesen war. Neben dem aus französischer Zucht stammenden Hengst Niha war es vor allem Passiflore, die Gaststute aus Frankreich, welcher erste Siegchancen eingeräumt wurden. Ausschlaggebend hierfür war zudem, dass sich ihr Trainer Eddy Freundt für die französische Stute entschieden hatte, und Litz, der in den beiden Vorjahren erfolgreich gewesen war und den er ebenfalls trainierte, in die Hand von Willy Roth gab. Schon am Vortag gab Freundt vor Experten bekannt, dass Passiflore gewinnen würde.

## Rennverlauf
Die Dotierung (Gesamtrennpreis) belief sich auf 30.000 DM. Die Renndistanz war mit 2.000 Metern festgelegt, wobei Torrid Song, Litz, Niha, Mon Poulot und Passiflore eine Distanzzulage von 40 Metern bekamen. Zusammen mit seinen Stallgefährten Litz und dem Permit-Sohn Gerrol stand Torrid Song in der Stallwette (eine gemeinsame Siegquote für alle Pferde eines Besitzers) am Totalisator 20:10 (heute 2,0 für 1). Die Odds (Quoten) von Passiflore rangierten etwas darüber.
Um 16:20 Uhr wurde das Rennen gestartet. Passiflore erwischte einen guten Start. Da sie fliegend (bereits laufend) aus dem Band (Startpunkt 2.040 Meter-Marke) kam, hatte sie bereits vor den Tribünen Anschluss an die führende Gruppe aus Minor, Gerrol, Zuviel und Borneo gefunden. In fünfter Position durchlief sie den Stallbogen (damals Linkskurs) vor Niha und Torrid Song. Ausgangs des Bogens erfolgte dann der Angriff von Eddy Freund auf die führenden Pferde. Zum Ende der Gegenseite hatte er die Führung übernommen. Nun wurde Torrid Song mit Hans Frömming im Sulky gefordert, musste aber im Schlussbogen gegen Gerrol den weiteren Weg (2. Spur) laufen. Eingangs der Zielgeraden war das Rennen bereits entschieden, denn Eddy Freund konnte Passiflore einfach laufen lassen. Zwar kam es noch einmal zu einem Angriffsversuch durch Torrid Song, aber Passiflore siegte sicher mit einer Länge vor Gerrol mit kurzem Kopf vor Torrid Song. Mit 7½ Längen Abstand kam Niha als Vierter über die Ziellinie.
Die Rennpreise (Wert) verteilten sich zu 14.500 – 5.500 – 2.500 – 2.000 – 1.500 – 1.000 DM auf die ersten sechs Plätze. Zudem gab es für Gerrol, als besten Inländer, eine Leistungszulage von 3.000 DM.

## Nachgang
Die Siegerehrung wurde durch Minister Josef Effertz (NRW), den Vorstand und den Rennsekretär durchgeführt. Mit anwesend war der französische Trainer Robert de Wulf, bei dem Passiflore zuvor in Obhut stand.
Passiflore siegte in der Kilometerzeit von 1:19,1 (1 min 19,1 s) und war damit ebenso schnell, wie die im Gründungsjahr vom zweifachen Sieger Fifi beau Gosse (Stall Kurier) aufgestellte Bestzeit. Dass es keine Verbesserung der Zeit gab, wurde der etwas aufgeweichten Bahn zugeschrieben, welche aufgrund des regnerischen Wetters gelitten hatte.
Passiflore gewann zum Siegtoto von 28:10 (28 Mark Gewinn für 10 Mark Einsatz). In der Platzwette wurden für Passiflore 18:10, für Gerrol 30:10 und für Torrid Song 12:10 ausgezahlt. Die Zweierwette zahlte für Passiflore – Gerrol 388:10 und in der Dreierwette wurden für die Zahlenkombination 5 – 3 – 9 (Passiflore – Gerrol – Torrid Song) 1.240 Mark für 10 Mark Einsatz ausgezahlt.